# رویال آی‌اچ‌سی
رویال آی‌اچ‌سی (انگلیسی: Royal IHC) شرکت کشتی‌سازی هلندی است، که در سال ۱۹۷۶ تأسیس شد.